# Anglo-israélisme

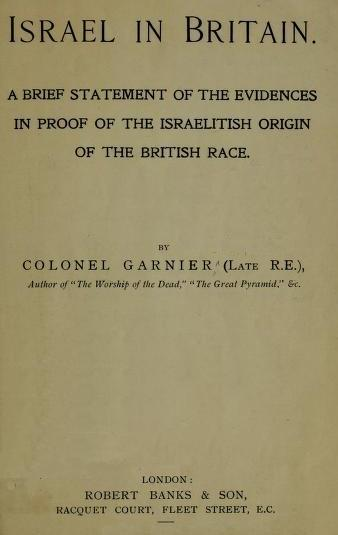
Cette image est la première page d'un livre qui défend l'anglo-israélisme.

 (septembre 2014).
L'anglo-israélisme est un courant religieux issu du restaurationnisme qui prétend que les Anglo-Saxons contemporains, vivant en Grande-Bretagne et aux États-Unis, sont des descendants directs des dix tribus perdues et sont liés par une alliance spéciale au trône de David.
Cette théorie tient ses origines de la Réforme anglaise au XVIe siècle, lorsque plusieurs théologiens anglais ont dû justifier la séparation survenue entre l'Église d'Angleterre et l'Église catholique romaine. Ils présentèrent alors les Anglo-Saxons comme un peuple élu ayant des origines bibliques et apostoliques[réf. nécessaire]. 
L'influence de l'anglo-israélisme compte pour beaucoup dans le folklore historique de ce qui est aujourd'hui appelé White Anglo-Saxon Protestant[réf. nécessaire]. Le puritanisme anglais était fortement marqué par l'idée que la race anglaise était choisie ou élue dans un projet messianique[réf. nécessaire]. 
La mythologie anglo-israélite s'appuie sur des légendes et des mythes historiques[réf. nécessaire], comme le récit de Joseph d'Arimathie en Angleterre, l'Historia Regum Britanniae, la matière de Bretagne, les prétentions à la succession du roi Arthur, la légende racontant que Paul de Tarse vint en Angleterre, etc[Quoi ?].  
Les adeptes contemporains de ce courant sont regroupés en plusieurs mouvements[Qui ?], numériquement faibles, comme le groupe Identité chrétienne aux États-Unis.